# Kung Baudouin-stadion

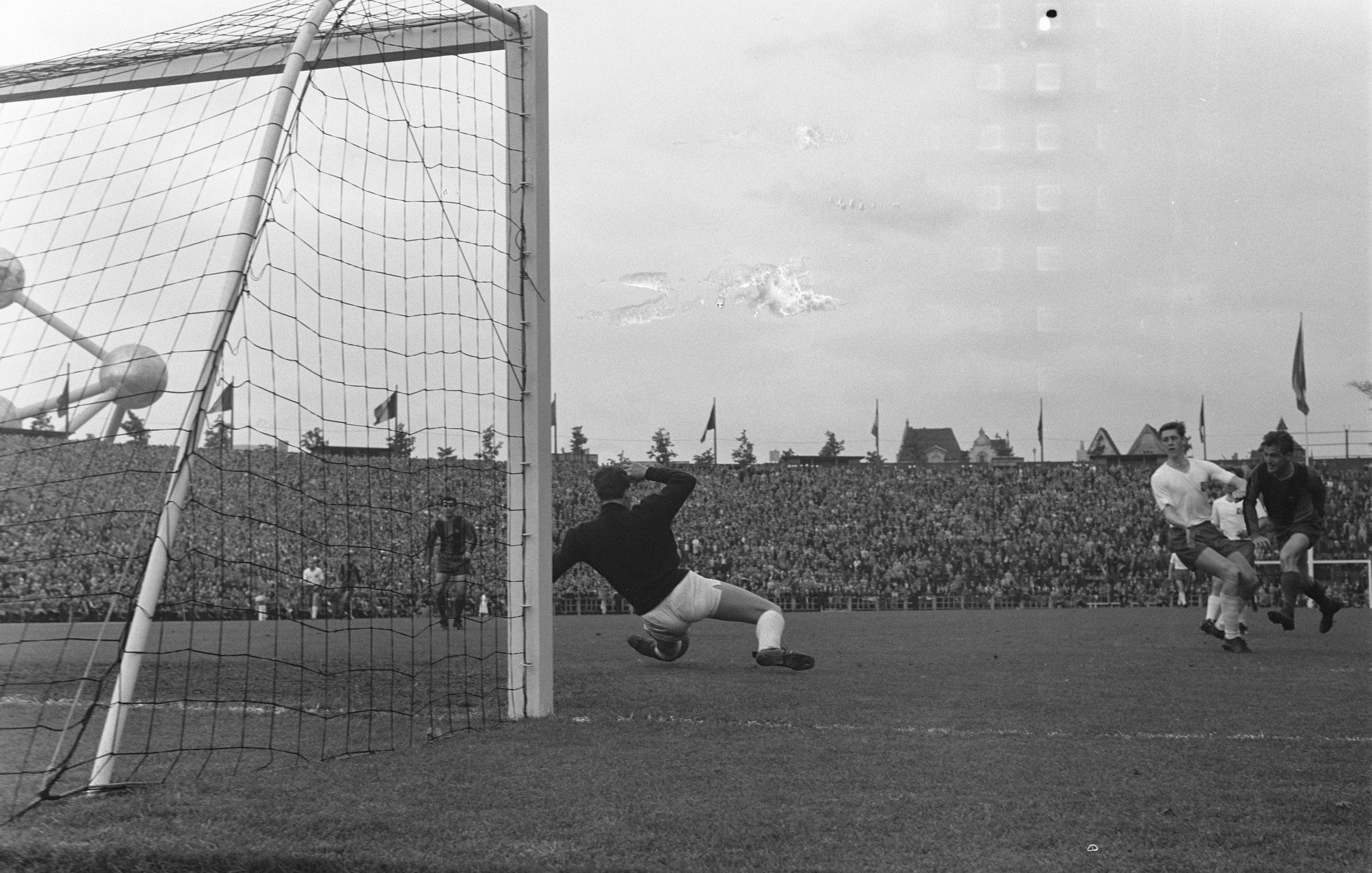
Omspelet på semifinalen i Europacupen i fotboll 1961, mellan FC Barcelona och Hamburger SV, förlades till Heyselstadion.

Kung Baudouin-stadion (franska: Stade Roi Baudouin, nederländska: Koning Boudewijnstadion) är en idrottsarena i Bryssel. Den ligger i stadsdelen Heysel, som gett arenan sitt tidigare namn Heyselstadion (franska: Stade du Heysel, nederländska: Heyzelstadion). Stadion används både för fotboll och friidrott och är den största i sitt slag i Belgien.
Kung Baudouin-stadion har haft ett antal stora evenemang, bland annat EM-finalen i fotboll 1972 och EM 2000. 1985 ägde Heyselkatastrofen rum, i samband med europacupfinalen mellan Liverpool och Juventus. I dag är arenan helt ombyggd till en modern fotbollsarena under namnet Kung Baudouin-stadion, med plats för 50 000 åskådare.

## Historik[2]

### Före 1985
Arenan började byggas under 1920-talet och invigdes den 23 augusti 1930 som Stade du Centenaire/100-årsstadion (även Stade du Jubilé/Jubileumsstadion), i samband med hundraårsfirandet av Belgiens födelse som nation. Den hade då plats för 70 000 åskådare. Stadion ersatte då, som nationell utställnings- och uppvisningsarena, Parc du Cinquantenaire (anlagd till nationens 50-årsfirande) som blivit alltför ålderstiget. Efter andra världskriget togs de tidigare velodrom-banorna runt gräsytan bort, och arenan bytte namn till Heyselstadion efter området i Bryssel som den är belägen i.
Heyselstadion blev hemmaplan för Belgiens fotbollslandslag. Ett antal europacupfinaler i fotboll har spelats här liksom EM-finalen i fotboll 1972 mellan Västtyskland och Sovjetunionen.

### Heyselkatastrofen 1985
Inför Europacupfinalen i fotboll den 29 maj 1985 mellan Juventus FC och Liverpool FC ledde oroligheter på läktaren till att 39 människor i publiken omkom då en mur rasade. Matchen spelades ändå, och Juventus FC vann med 1-0.

## Kung-Baudouin-Stadion
Dagens Kung-Baudouin-Stadion som bär sitt namn efter Belgiens framlidne kung Baudouin invigdes 1995 genom en vänskapsmatch mellan Belgien och Tyskland. 1996 följde den första europacupfinalen på arenan efter Heyselkatatrofen då Cupvinnarcupfinalen spelades här mellan Paris Saint-Germain och Rapid Wien. Under EM 2000 spelade Belgien samtliga matcher här, inklusive öppningsmatchen mot Sverige.

## Viktigare evenemang

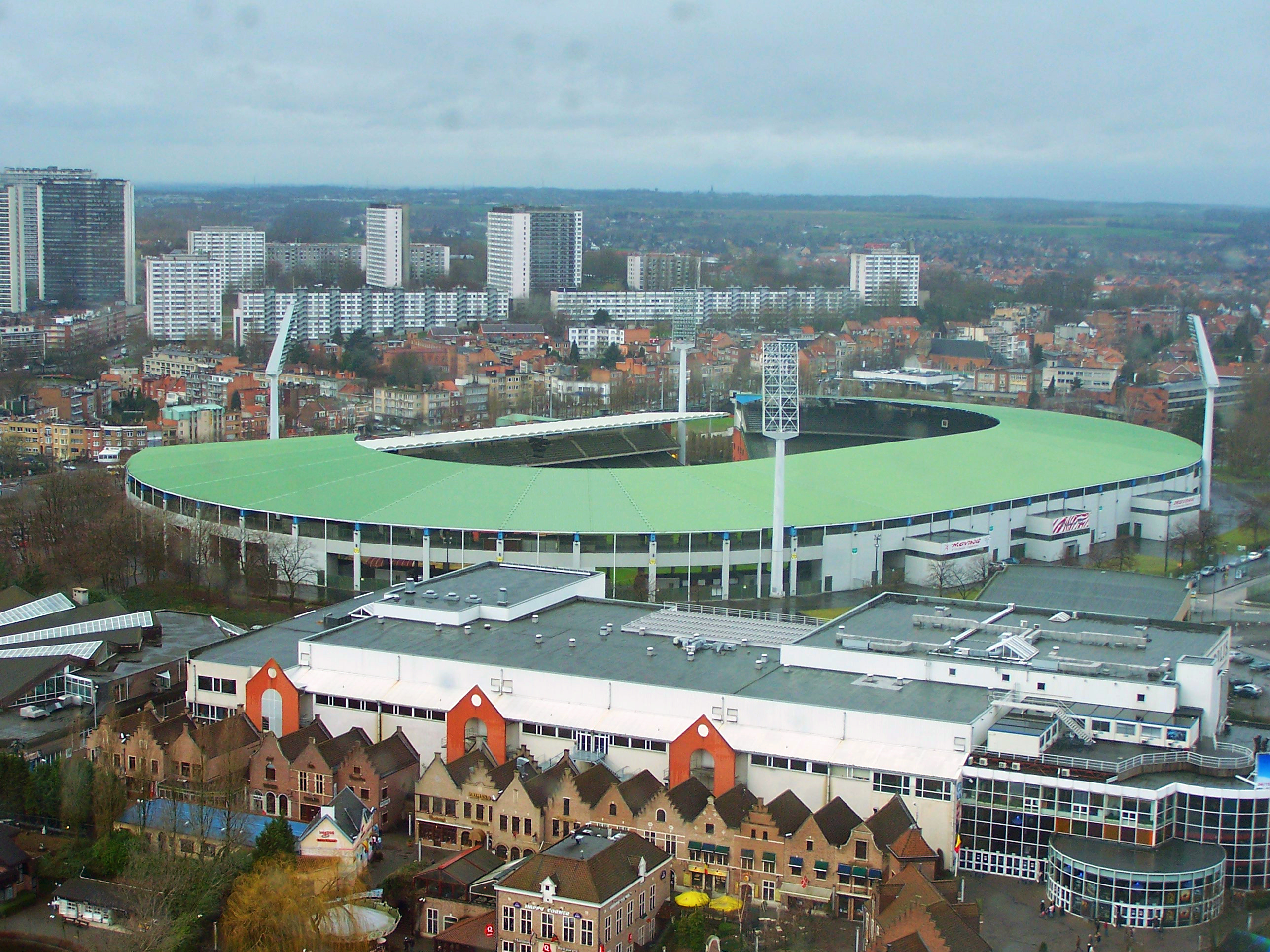
Stadions exteriör sedd från Atomium.

- 1958 – Europacupfinalen i fotboll – Real Madrid CF–AC Milan 3–2

- 1964 – Cupvinnarcupfinalen – Sporting Lissabon–MTK Budapest FC 3–3[a]
- 1966 – Europacupfinalen i fotboll – Real Madrid CF–Partizan Belgrad 2-1

- 1972 – EM-final i fotboll – Tyskland–Sovjetunionen 3–0
- 1974 – Europacupfinalen i fotboll – FC Bayern München–Atlético Madrid 1–1 och 4–0
- 1976 – Finalen i Cupvinnarcupen – RSC Anderlecht–West Ham United FC 4-2

- 1980 – Finalen i Cupvinnarcupen – Valencia CF–Arsenal FC 0–0 (5–4 efter straffar)
- 1985 – Europacupfinalen i fotboll – Liverpool FC–Juventus 0–1 (Heyselkatastrofen)

- 1996 – Finalen i Cupvinnarcupen – Paris Saint-Germain–SK Rapid Wien 1–0

- 2000 – EM i fotboll – bland annat öppningsceremonin, en kvartsfinal och en semifinal
- 2003 – Konsert med Bruce Springsteen under The Rising Tour[6]
- 2005 – Första konserten under U2:s Europaturné
- 2006 – Konserter med Robbie Williams
- 2007 – Jambe – scouternas 100-årsfirande
- 2007 – Belgiska Paralympics-mästerskapen (12–13 maj)
- 2007 – Konsert med Genesis (24 juni)
- 2008 – Konsert med Bon Jovi
- 2009 – Konsert med Mylène Farmer
- 2010 – Konsert med U2
- 2012 – Konsert med Madonna under hennes MDNA-turné
- 2013 – Konsert med Robbie Williams under hans Take The Crown Stadium Tour
- 2019 – Konsert med Metallica under Worldwired tour[7]

### Fotnoter
1. ↑  Den följande omspelsmatchen förlades till Antwerpen, där Sporting vann med 1–0.